# میهار
میهار (به انگلیسی: Maihar) یک منطقهٔ مسکونی در هند است که در Satna District واقع شده‌است. میهار ۴۰٬۱۹۲ نفر جمعیت دارد و ۳۶۷ متر بالاتر از سطح دریا واقع شده‌است.